# Ça n'empêche pas les sentiments
Pour plus de détails, voir Fiche technique et Distribution.
Ça n'empêche pas les sentiments est un film français réalisé par Jean-Pierre Jackson, sorti en 1998.

## Synopsis
D'abord chômeurs, Félix et Raoul trouvent l'opportunité d'être ensemble représentants en vin et sillonnent les routes de Bretagne.
Cela ne marche pas bien fort jusqu'à ce que la très charmante Éliane se joigne à eux. Et cela n'empêche pas chacun d'eux d'avoir des sentiments pour Éliane. Ni Éliane de se trouver fort bien avec eux, formant un trio très efficace et joyeux jusqu'à ce qu'éclate un drame de la jalousie qui se résorbe finalement dans la bonne humeur.

## Fiche technique
Source : IMDb, sauf mention contraire
- Réalisateur : Jean-Pierre Jackson
- Scénario et dialogues de Philippe Chevallier, Régis Laspalès, Jean-Pierre Jackson et Jean-Jacques Peroni
- Producteur : Maurice Bernart
- Directeur de la photographie : Nara Keo Kosal
- Photographe de plateau : Éric Caro
- Montage : Amina Mazani
- Conseiller technique : Laurent Herbiet
- Distribution des rôles : Bruno Levy
- Décors : Dominique Douret [1]
- Création des costumes : Claire Gérard-Hirne
- Société(s) de production : Canal+ , Salomé, Sofinergie Films et TF1 Films Production
- Format : couleur
- Pays d'origine :  France
- Genre: comédie
- Durée : 100 minutes
- Date de sortie :	
  -  France : 15 juillet 1998

## Distribution
- Philippe Chevallier : Félix
- Régis Laspalès : Raoul
- Cécile Bois : Éliane
- Luis Rego : Bernard
- Jackie Berroyer : l'huissier
- Sylvie Joly : la patronne de l'hôtel
- Myriam Mézières : Samantha
- Jean-François Dérec : le VRP
- Agnès Soral : Odette
- Jean-Marie Maddeddu : Damberlot
- Jean-François Gallotte : le gérant du supermarché
- Jean-Jacques Peroni : le barman de l'hôtel
- Charly Oleg : lui-même, en pianiste de bar
- Yves Belluardo : marin pêcheur 1
- Catherine Riaux :
- Franck-Olivier Bonnet : le patron du Mistific
- Seymour Brussel : le garagiste